# Samuel Barbieri
Samuel Alejandro Barberi Gómez (Maturín, Monagas, Venezuela; 8 de abril de 1999) es un futbolista venezolano que juega como defensa en Fundación AIFI de la Segunda División de Venezuela.

## Trayectoria

### Monagas Sport Club
Para la temporada 2017, se incorpora al primer equipo del Monagas Sport Club proveniente de las categorías inferiores, convirtiéndose en uno de los Juveniles Regla de cara al torneo Apertura 2017.
El 25 de junio de 2017, Samuel concreta el primer gol en concretar dando la victoria al Monagas Sport Club, en el primer juego de la final del Torneo Apertura ante el Caracas Fútbol Club. Barbieri jugó quince partidos con el Monagas Sport Club en el Torneo Apertura de Venezuela, logrando ser campeones antes el Caracas FC en el partido de vuelto, el 2 de julio de 2017, donde este entró como titular y luego fue sustituido por Yohanner García.

## Clubes

### Profesional
| Club       | País      | Temporadas |
| ---------- | --------- | ---------- |
| Monagas SC | Venezuela | 2017       |

## Estadísticas
- Última actualización el 4 de julio del 2017.

| Equipo              | Temporada           | Liga doméstica   | Liga doméstica   | Copas doméstica | Copas doméstica | Competición extranjera | Competición extranjera | Total | Total |
| Equipo              | Temporada           | PJ               | Goles            | PJ              | Goles           | PJ                     | Goles                  | PJ    | Goles |
| Venezuela           | Venezuela           | Primera División | Primera División | Copa Venezuela  | Copa Venezuela  | CONMEBOL               | CONMEBOL               | PJ    | Goles |
| ------------------- | ------------------- | ---------------- | ---------------- | --------------- | --------------- | ---------------------- | ---------------------- | ----- | ----- |
| Monagas SC          | 2017                | 15               | 1                |                 |                 |                        |                        | 15    | 1     |
| Monagas SC          | Total               | 15               | 1                |                 |                 |                        |                        | 15    | 1     |
| Total de su carrera | Total de su carrera | 14               | 1                |                 |                 |                        |                        | 14    | 1     |

## Palmarés

### Campeonatos nacionales
| Título           | Club    | País      | Año  |
| ---------------- | ------- | --------- | ---- |
| Torneo Apertura  | Monagas | Venezuela | 2017 |
| Primera División | Monagas | Venezuela | 2017 |